# Jasin (Niemcza)
Jasin (niem. Johannisthal) – dzielnica miasta Niemcza w województwie dolnośląskim, w powiecie dzierżoniowskim.